# Legoland Deutschland
Pour les articles homonymes, voir Legoland.
Legoland Deutschland est un parc d'attractions Legoland situé à Guntzbourg en Allemagne, ouvert en 2002.

## Le parc d'attractions
Le parc est divisé en sept zones :
- Miniland : Cette zone présente des reproductions miniature en lego de bâtiments à l’échelle 1:20e, dont le Palais du Reichstag à Berlin, le quartier d'affaires de Francfort et l'aéroport de Munich, mais aussi des bâtiments de Suisse, des Pays-Bas et de Venise. La zone est constituée de plus de 25 millions de briques de lego ;
- Imagination ;
- Lego X--treme ;
- Land der Ritter : Cette zone représente un village médiéval ;
- Land der Abenteuer : Une zone sur le thème de la jungle, avec des animaux sauvages en briques lego ;
- Land der Piraten ;
- Lego City : Cette zone possède le Robocoaster Hero Factory.

## Attractions

### Montagnes russes
| Nom                             | Type                        | Constructeur         | Année |
| ------------------------------- | --------------------------- | -------------------- | ----- |
| Drachenjagd                     | Junior                      | Gerstlauer           | 2003  |
| Feuerdrache                     | Assise/Parcours scénique    | Zierer               | 2002  |
| Maximus – Der Flug des Wächters | Montagnes russes Wing Rider | Bolliger & Mabillard | 2023  |
| Project X - Test Strecke        | Wild Mouse                  | Mack Rides           | 2002  |

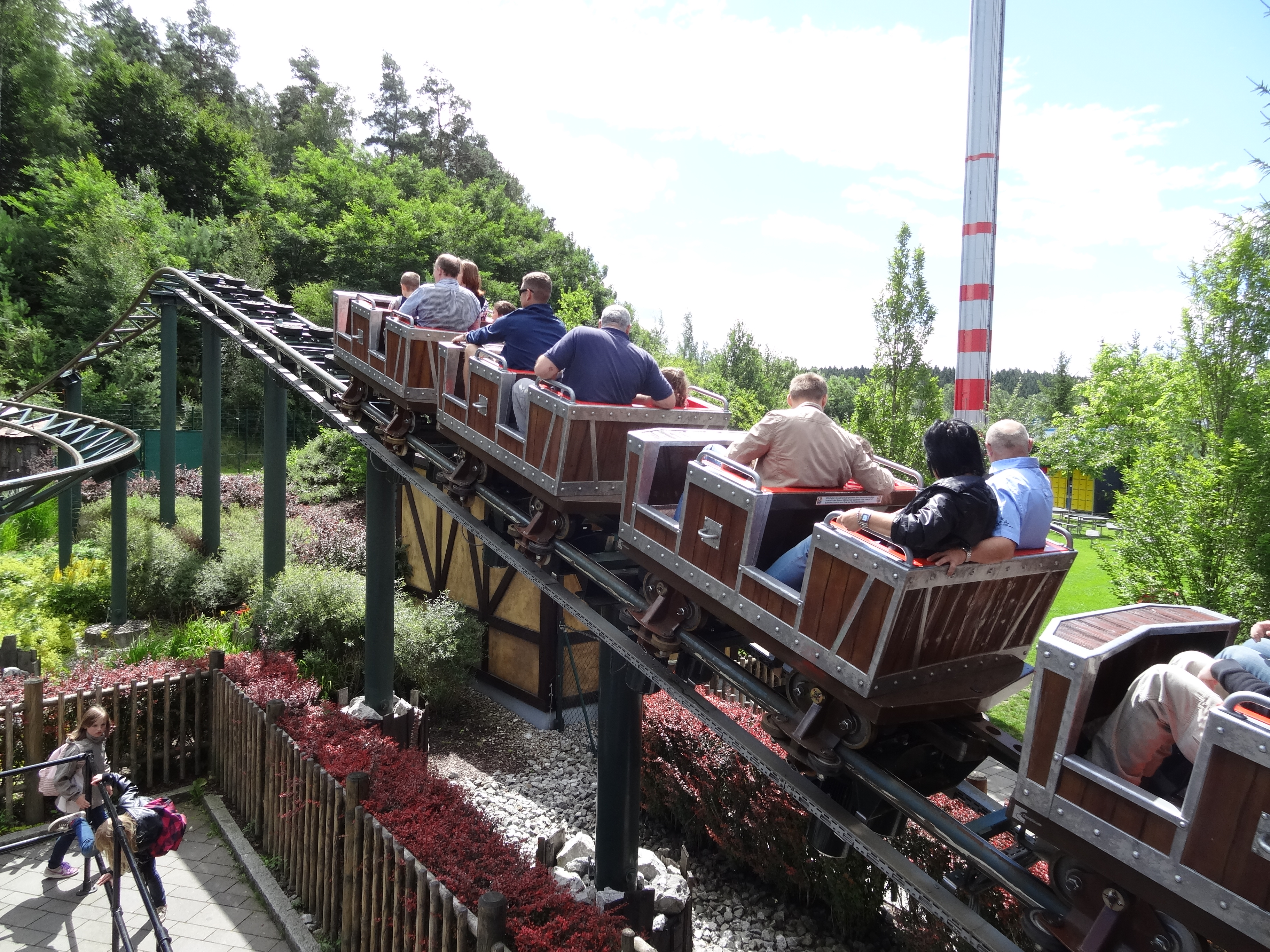
Drachenjagd
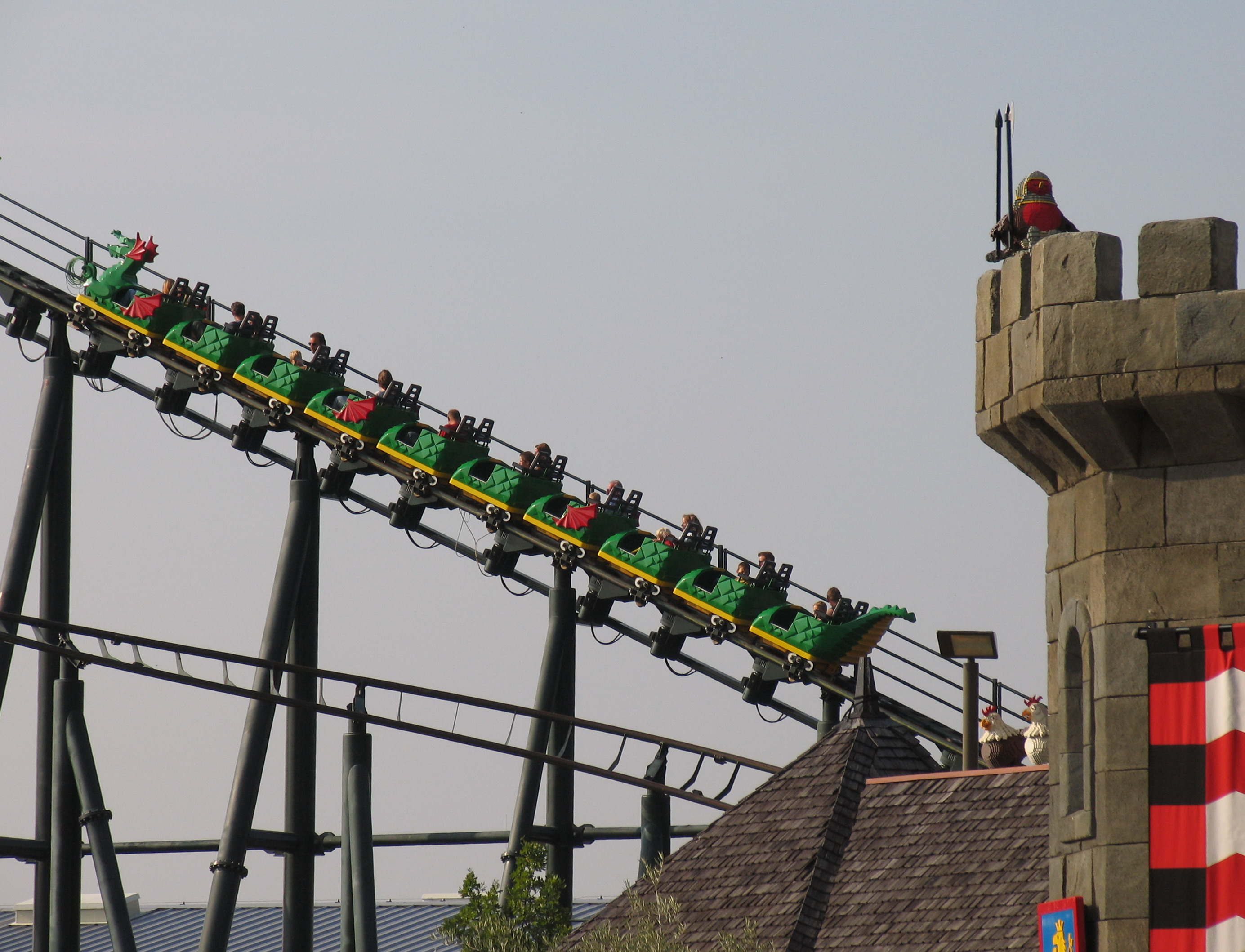
Feuerdrache
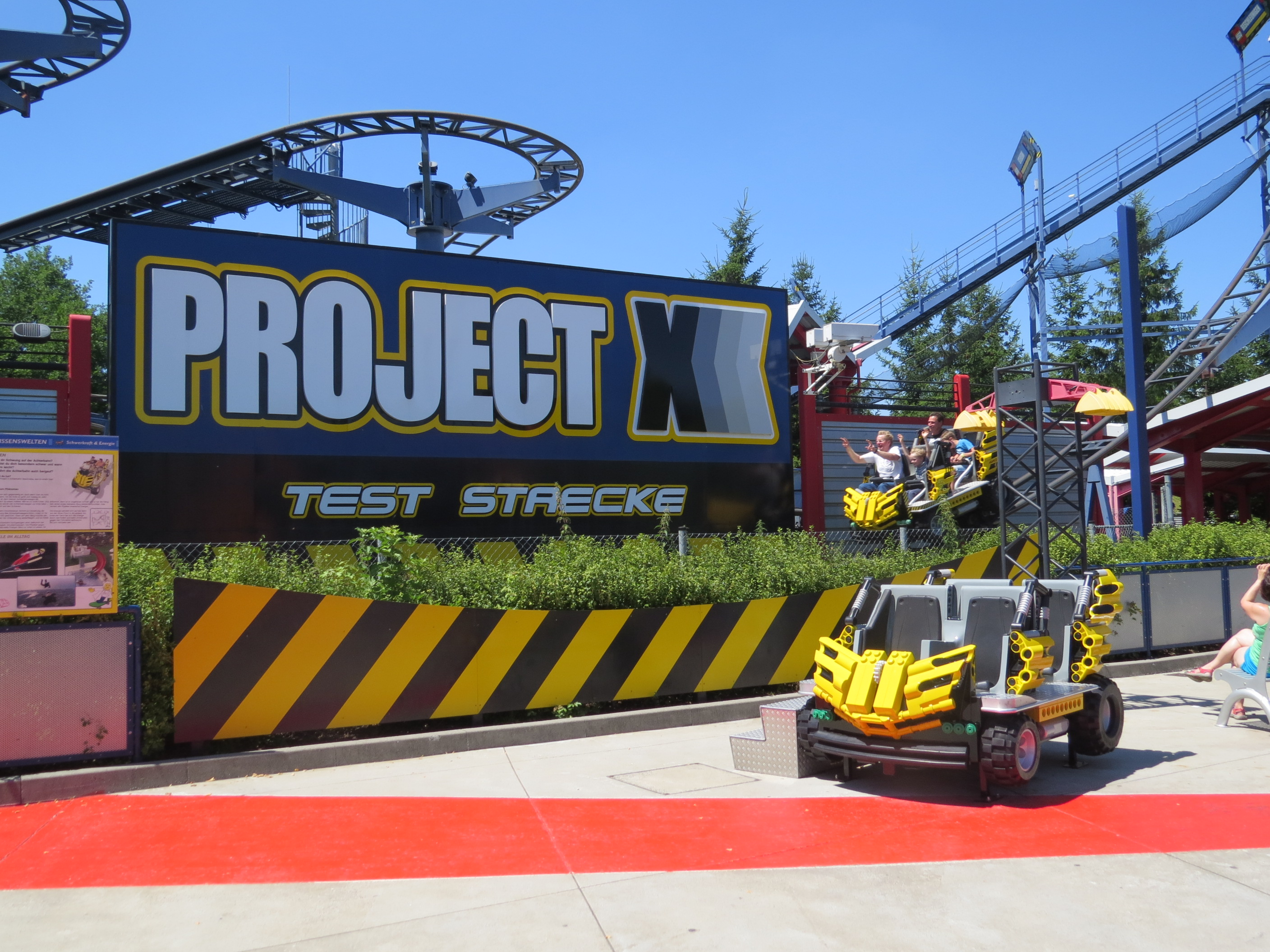
Project X - Test Strecke

### Attractions aquatiques
| Nom                          | Type          | Constructeur    | Année |
| ---------------------------- | ------------- | --------------- | ----- |
| Canoe X-pedition             | Bûches junior | ABC Engineering | 2006  |
| Dschungel X-pedition         | Bûches        | Intamin         | 2002  |
| Captain Nick's Splash Battle | Splash Battle | Mack Rides      | 2007  |
| Wellenreiter                 | Jet Skis      | Zierer          | 2002  |

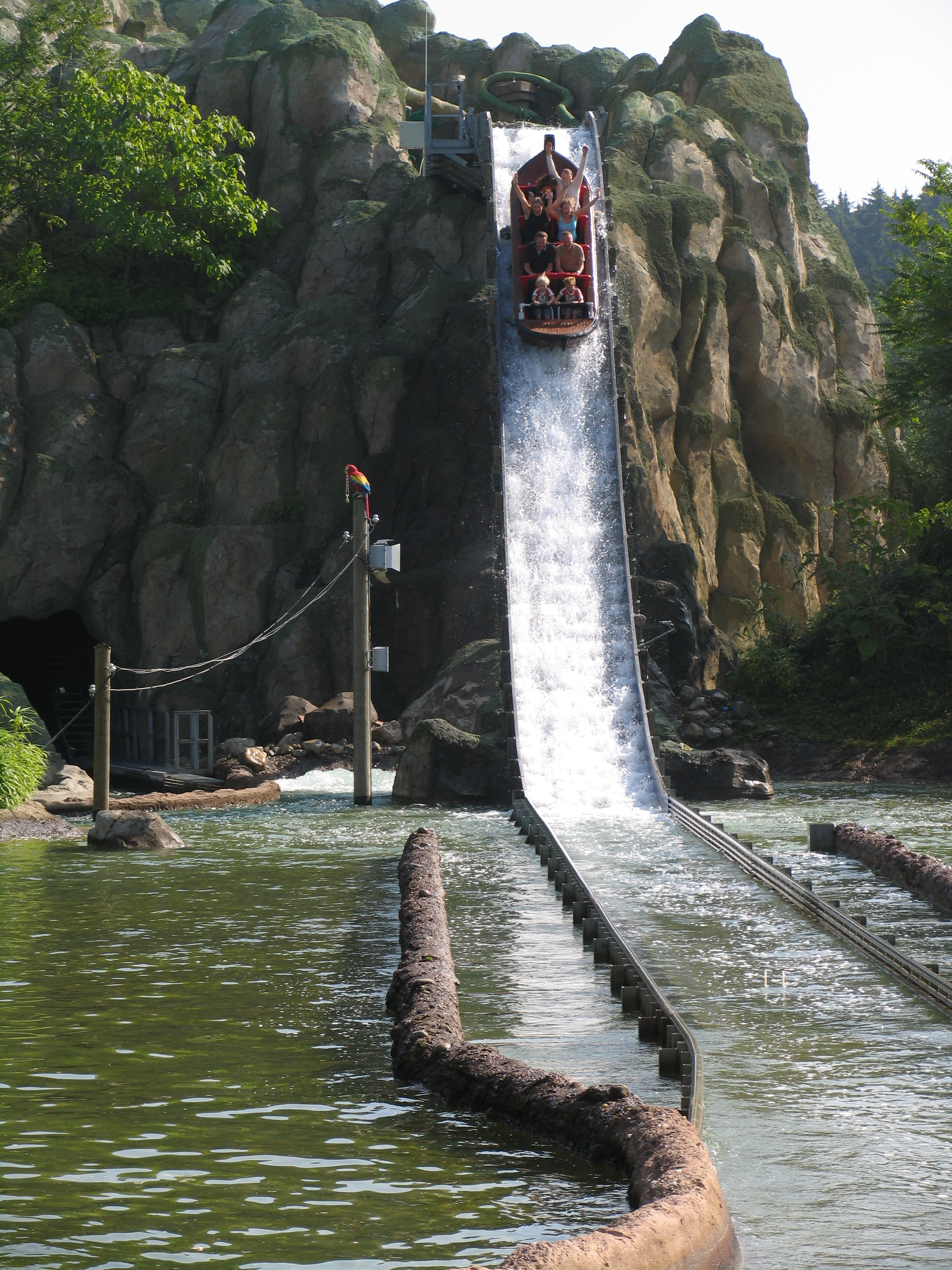
Dschungel X-pedition
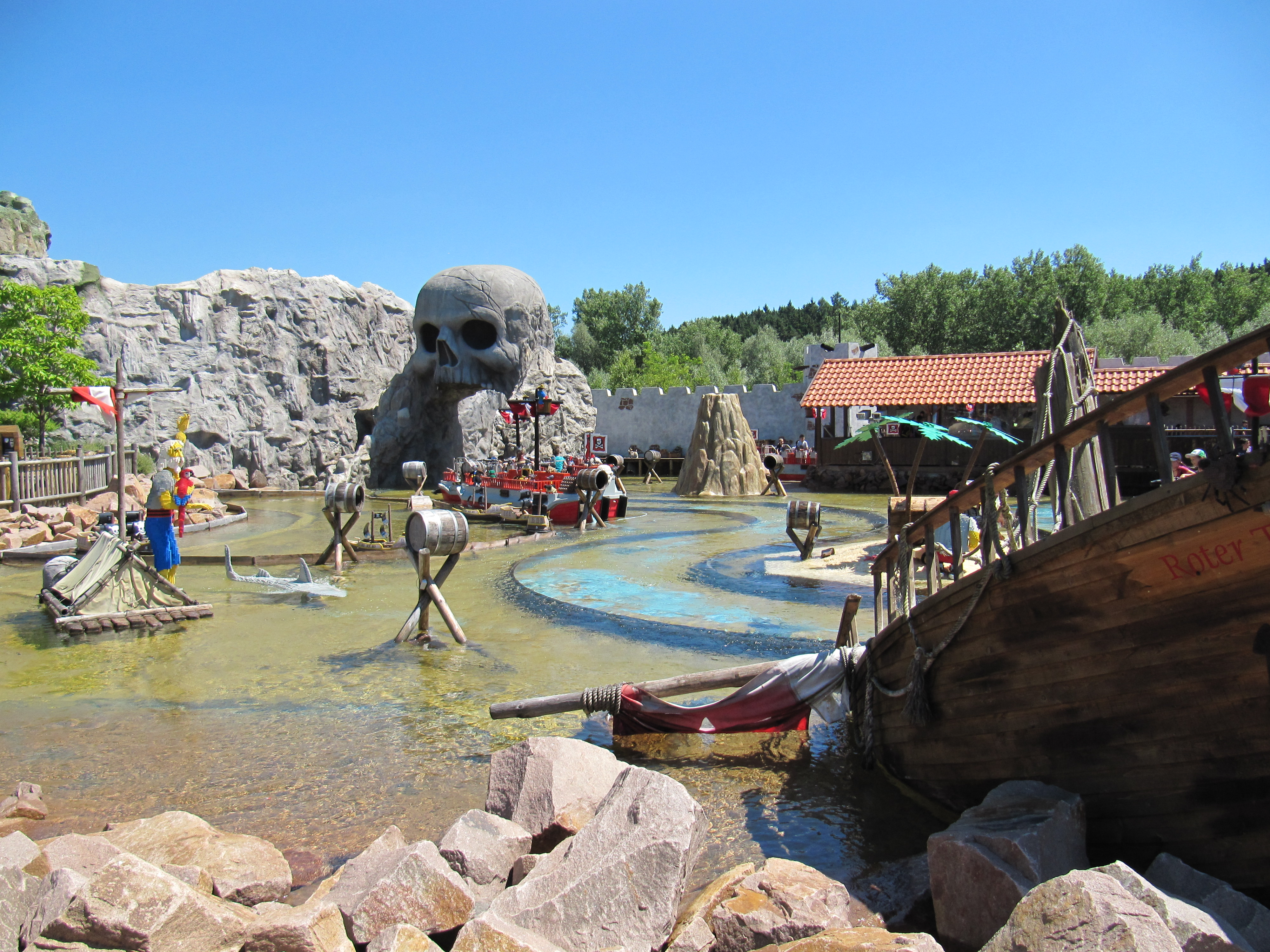
Captain Nick's Splash Battle
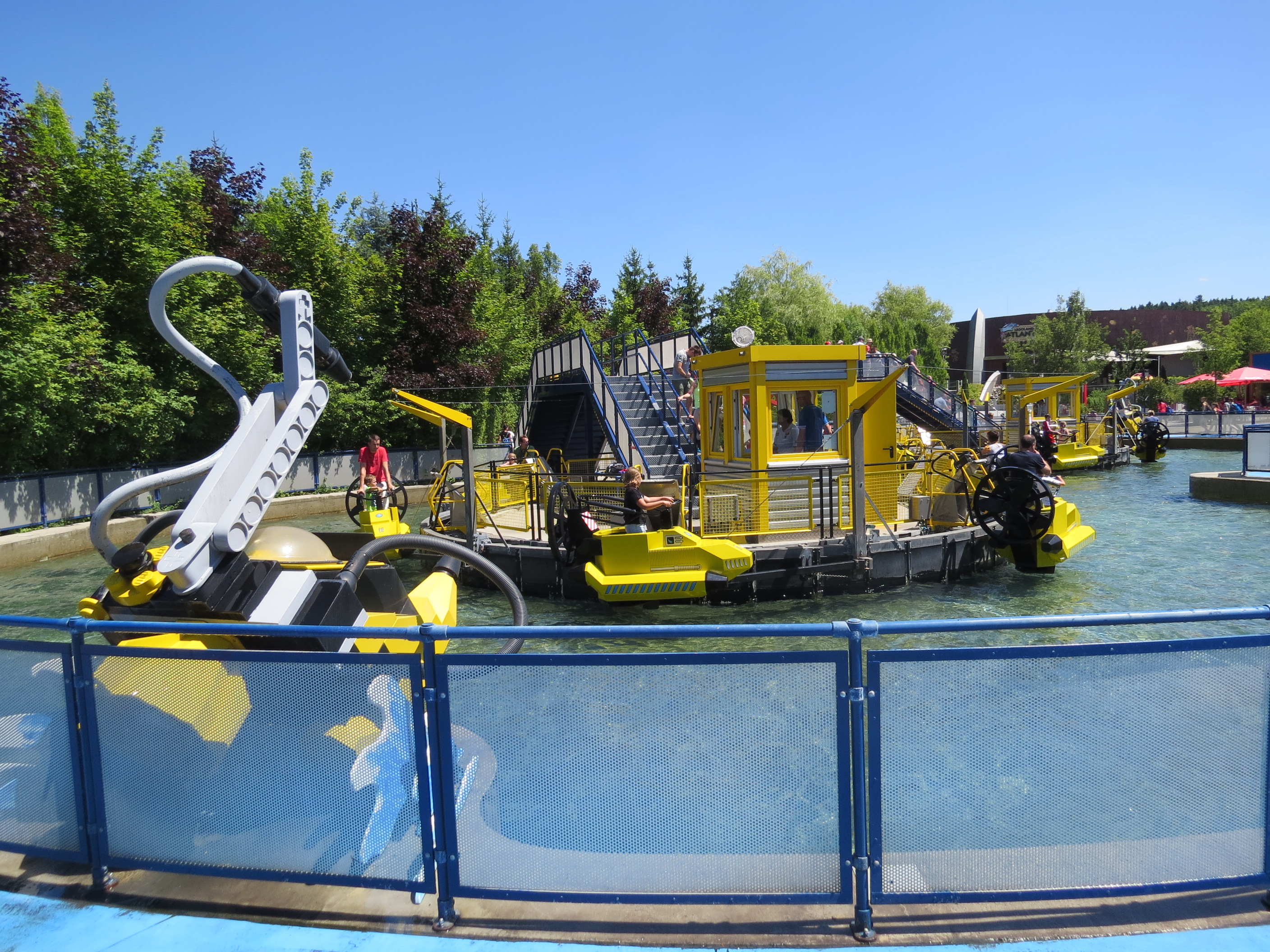
Wellenreiter

### Autres attractions
| Nom                    | Type                         | Constructeur               | Année |
| ---------------------- | ---------------------------- | -------------------------- | ----- |
| Ausichtsturm           | Tour d'observation           | Intamin                    | 2002  |
| Flughafen              | Manège avion                 | Zierer                     | 2002  |
| Flying Ninjago         | Sky Fly                      | Gerstlauer                 | 2012  |
| Bionicle Power Builder | Robocoaster                  | KUKA                       | 2004  |
| Kids Power Tower       | Tower                        | Heege Freizeittechnik      | 2002  |
| Legoland Express       | Train panoramique            | Metallbau Emmeln           | 2002  |
| Nick's Piratenschule   | Rockin' Tug                  | Zamperla                   | 2007  |
| Ninjago the Ride       | Parcours scénique interactif | ART Engineering / Triotech | 2017  |
| Pyramiden Rallye       | Fire Brigade                 | Zamperla                   | 2019  |
| Raupenritt             | Music Express                | Zierer                     | 2002  |
| Ritterturnier          | Chevaux galopants            | Metallbau Emmeln           | 2002  |
| Safari Tour            | Circuit en voitures          | Metallbau Emmeln           | 2002  |
| Techno-Schleuder       | Tasses                       | Mack Rides                 | 2002  |
| Temple X-Pedition      | Parcours scénique interactif | Mack Rides                 | 2013  |
| Wüsten X-kursion       | Samba Tower                  | Zamperla                   | 2019  |

## Galerie

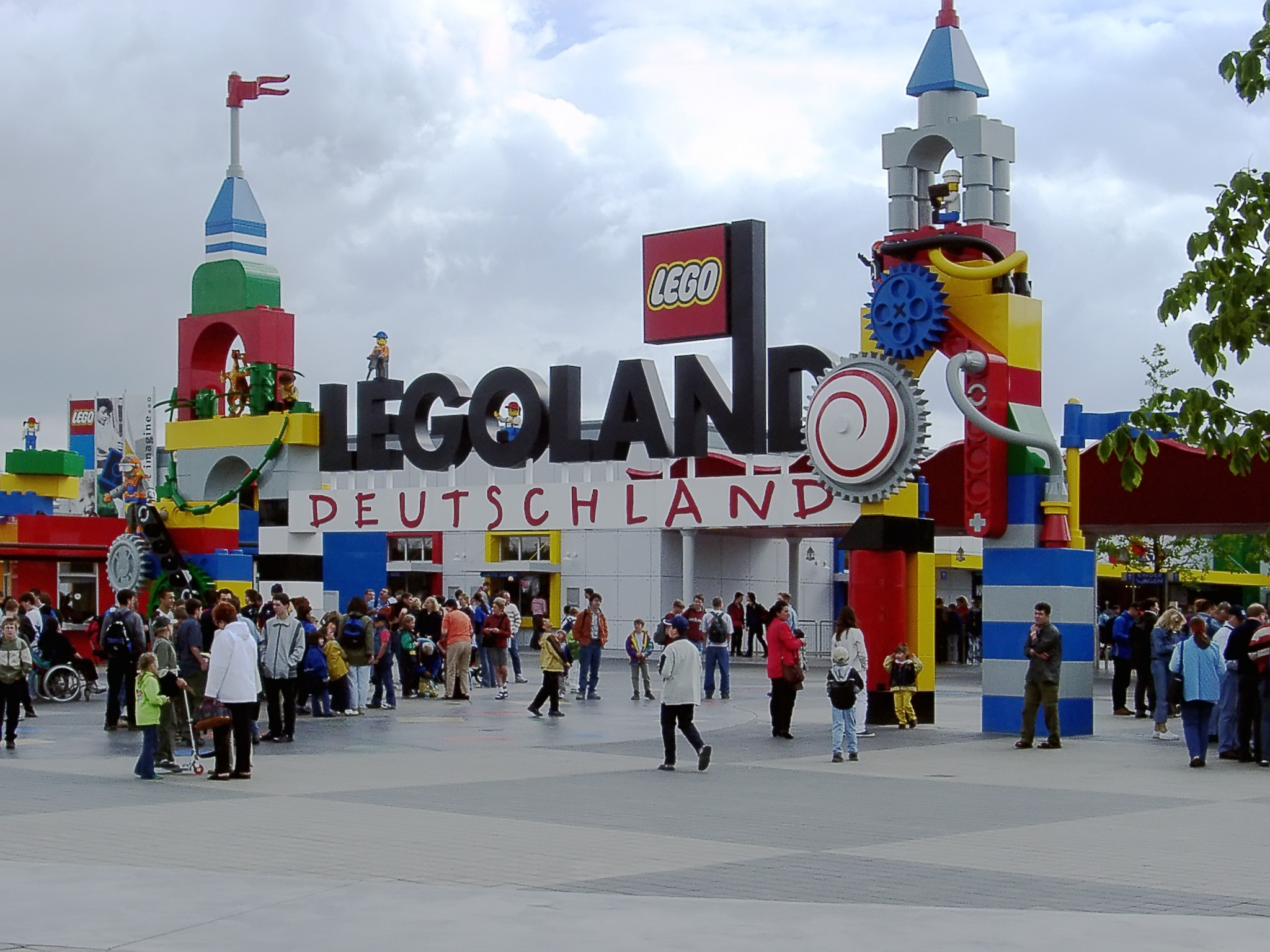
Entrée du parc
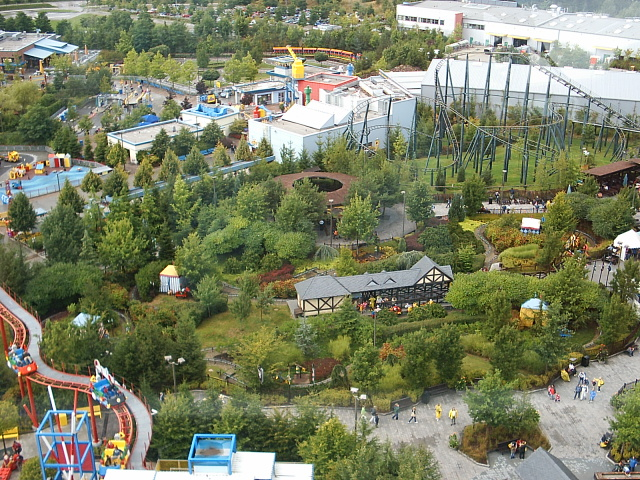
Vue générale du parc
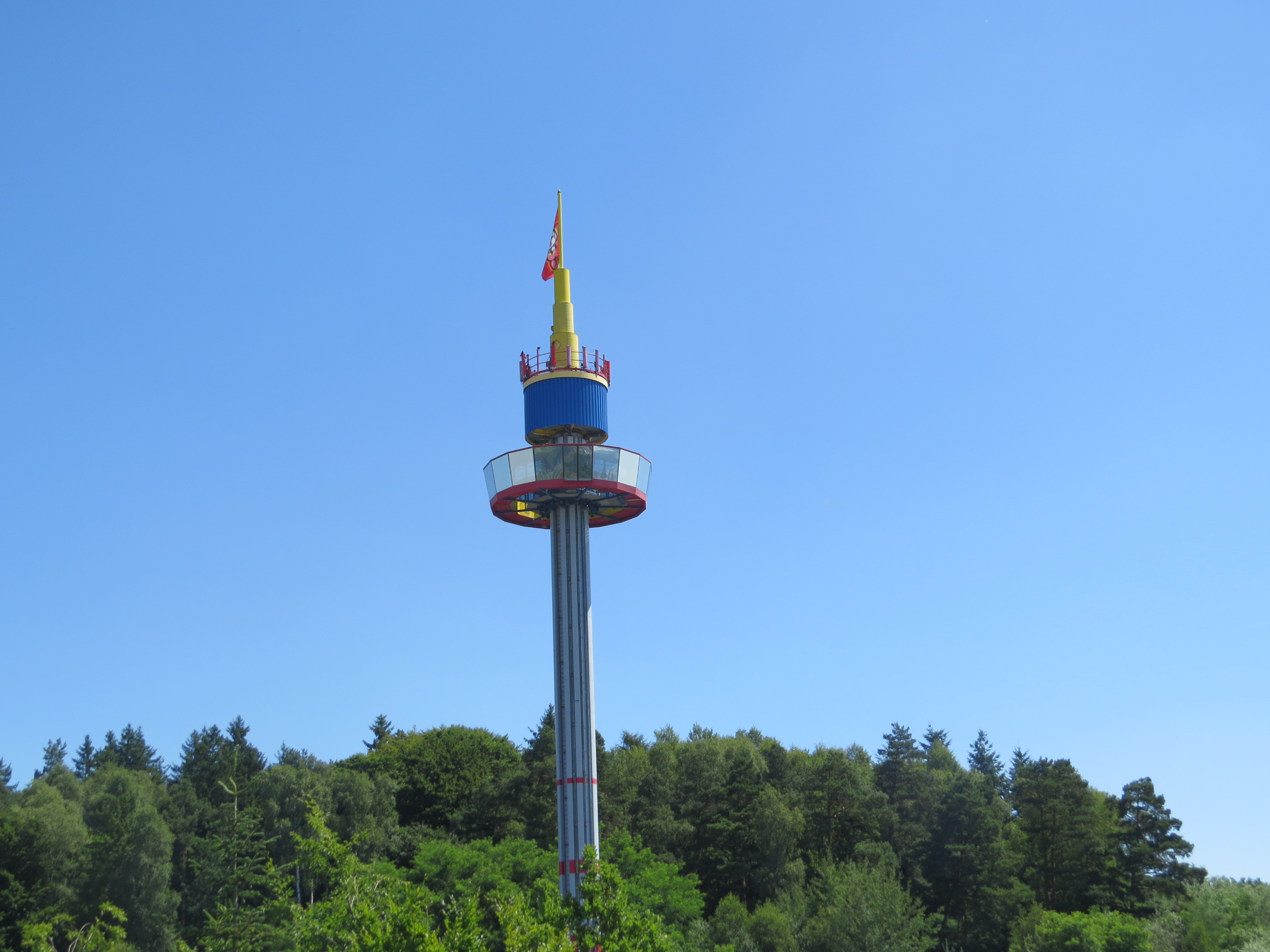
Aussichtsturm
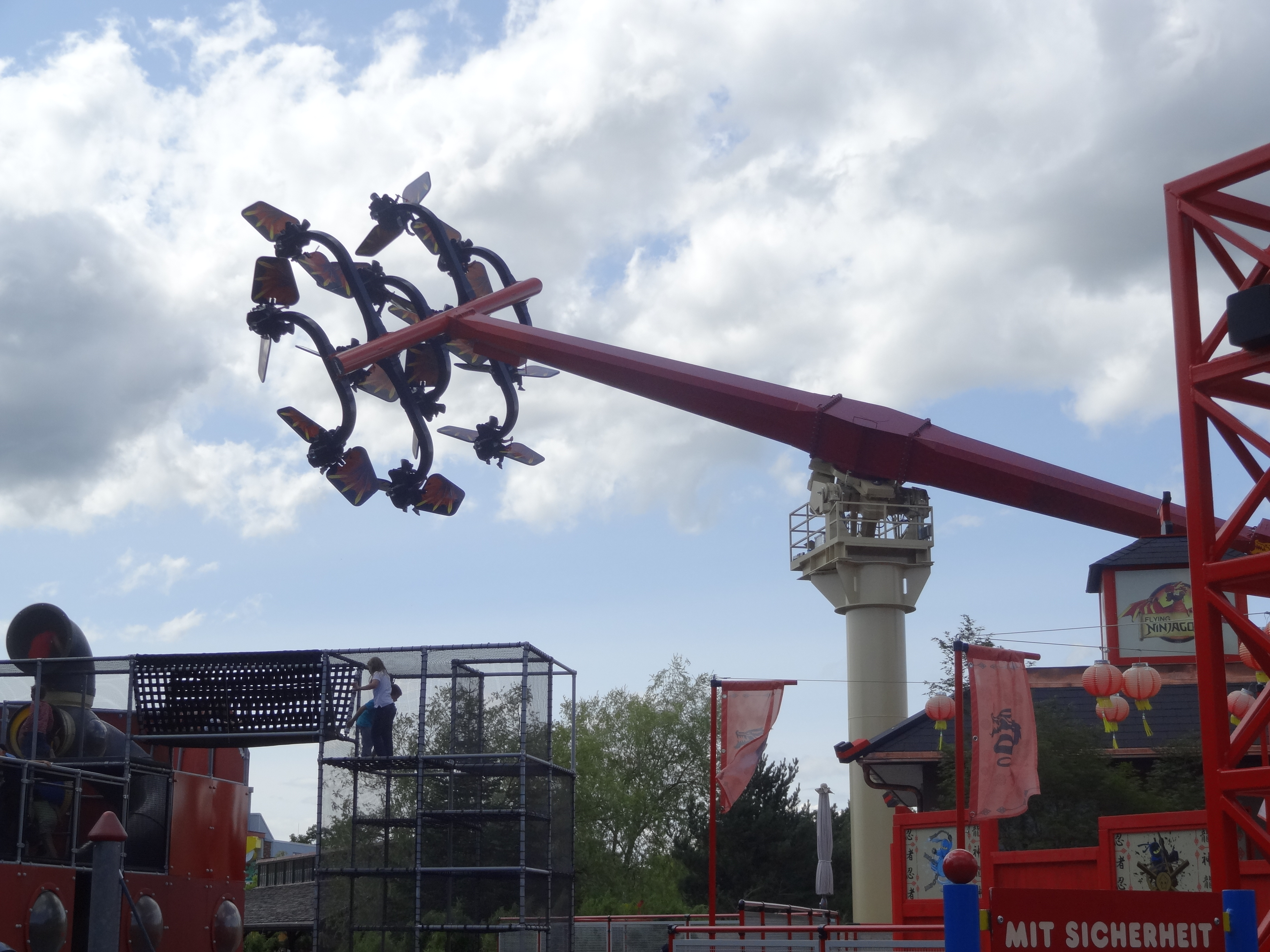
Flying Ninjago
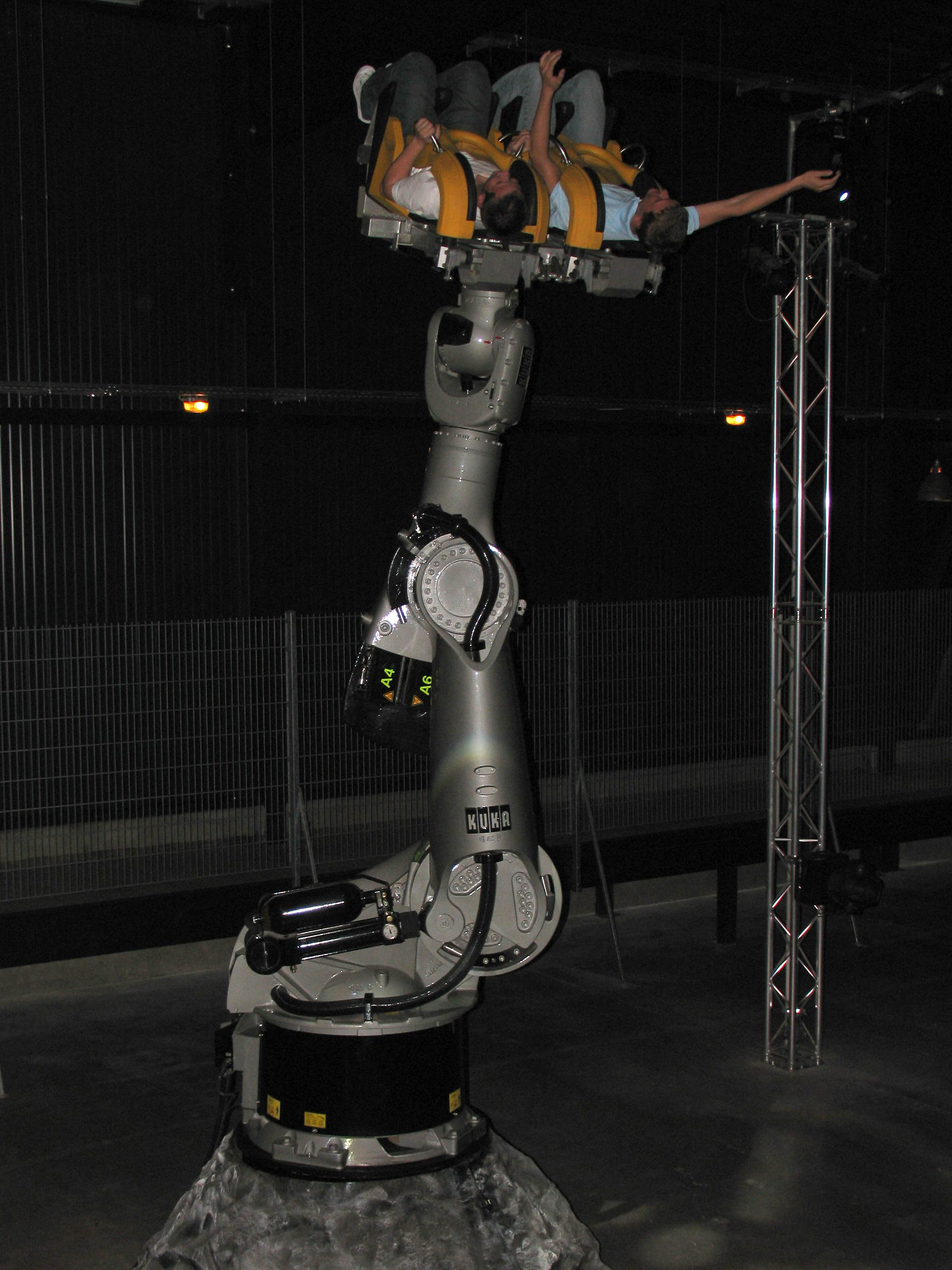
Robocoaster
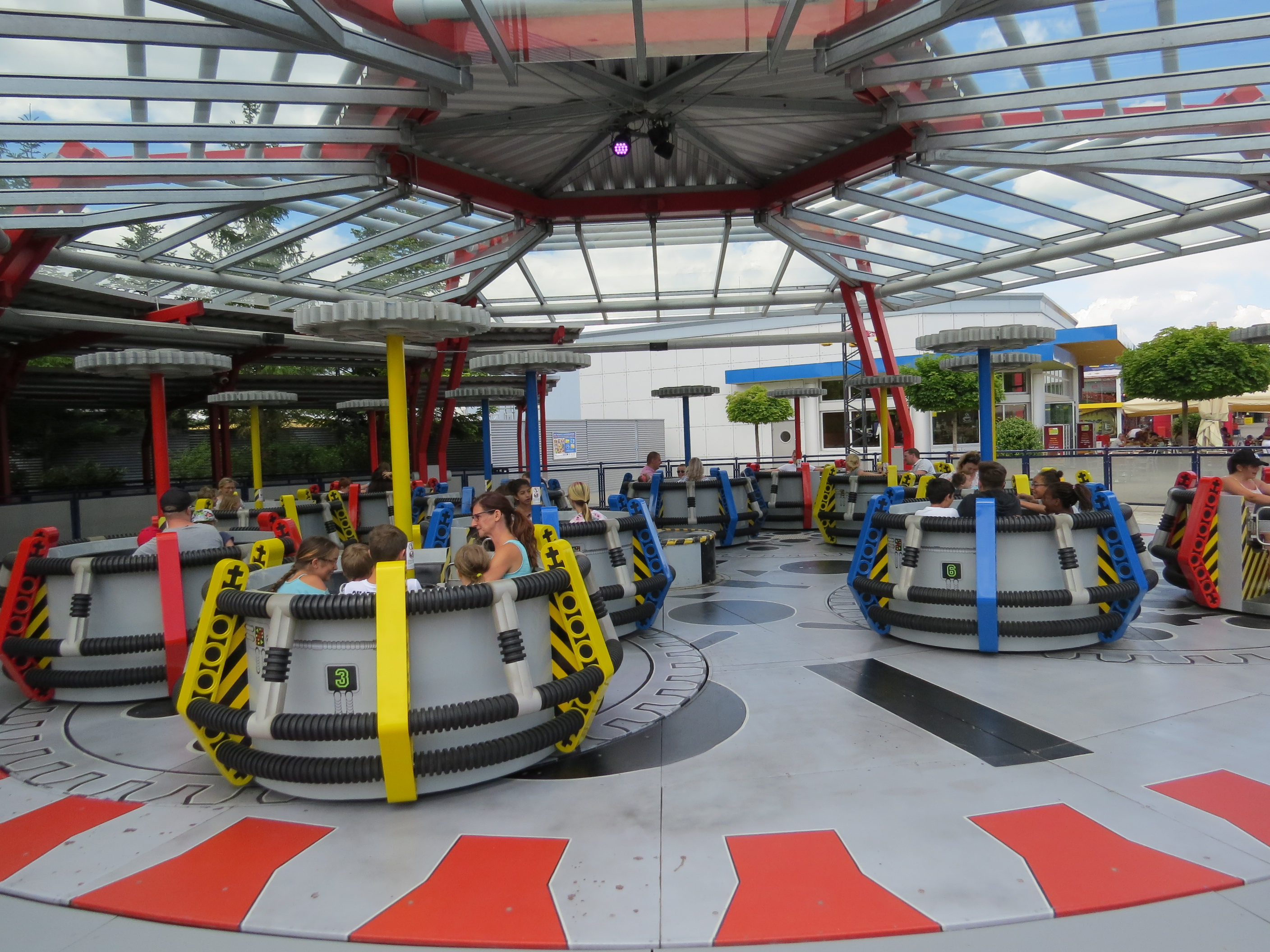
Techno-Schleuder

## Legoland Atlantis by Sea Life
Le Legoland Atlantis by Sea Life a ouvert ses portes en 2009. Ce Sea Life Centre géré par Merlin Entertainments propose d'abord un cinéma avec une projection virtuelle d’une plongée en sous-marin. Ensuite, les portes s’ouvrent sur un espace peuplé d’environ 1 300 animaux aquatiques. Premièrement, différentes sortes d’hippocampes répartis en trois aquariums. Ensuite, raies, requins et autres espèces marines dans un aquarium de 10x15 m. Un tunnel sous-marin traverse 535 000 litres d’eau de mer où différents modèles de Lego tel qu’un q submersible, un coffre-fort, un squelette et un sous-marin de 1,50x3 m. servent de décors nécessitant un million de pièces de Lego. Enfin, une grande place propose deux aquariums étudiés pour les enfants qui peuvent se glisser à l’intérieur de ceux-ci grâce à une capsule.[réf. souhaitée]
Les Legos dans les aquariums peuvent être actionnés via des bornes interactives qui peuvent également être actionnées pour créer un jeu de lumière dans l'aquarium principal. Des bassins tactiles abritent des étoiles de mer, des anémones, etc. Avec une nouvelle offre, il est possible de combiner les deux visites avec un seul billet d’entrée. Legoland Deutschland est le premier parc du groupe Lego à combiner une telle offre, suivi par Legoland Billund et Legoland California[réf. souhaitée].

## Logements
Depuis juin 2008, les visiteurs peuvent séjourner dans son parc de bungalows de 8 ha. Il est constitué de 50 pavillons pour 4 à 6 personnes, un terrain de camping de 200 places avec infrastructures sanitaires, un bâtiment central de réception, un restaurant de 250 places en intérieur et en terrasse, une boutique Lego, un lac avec aire de jeux et plage de sable. La période d’ouverture est la même que celle du parc : de mars à début novembre et il génère 3 emplois permanents et 30 emplois saisonniers.
Depuis, d'autres logements sont disponibles : Legoland Pirate Island Hotel et Legoland Castles.

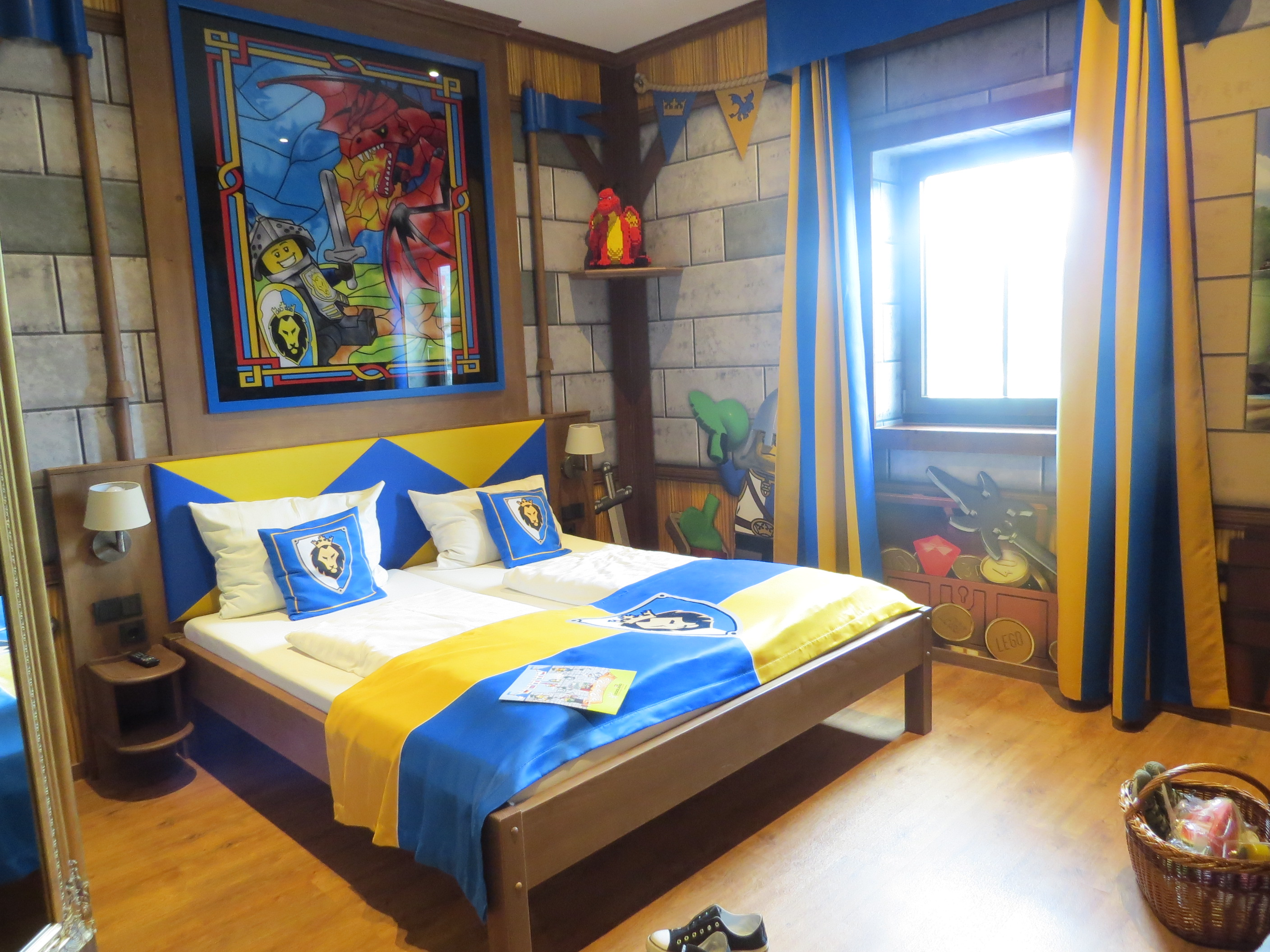
Legoland Castles

## Incident
Le 11 août 2022, une collision entre deux trains d'une capacité de 20 personnes dans une montagne russe fait 30 blessés, dont 1 grave,.

## Fréquentation
Fréquentation annuelle 

1 575 000 (2023)